# Alisar Ailabouni
Alisar Ailabouni (Damasco, 21 marzo 1989) è una modella austriaca, nota per aver vinto la quinta edizione del reality show Germany's Next Topmodel.